# Sound & Vision (журнал)
Sound & Vision — американский журнал посвящённый обзорам домашних кинотеатров, а также другой аудио-, видео- и мультимедийной техники. Бо́льшую часть своей истории публиковался под названием Stereo Review. В 2018 году владельцем журнала стал британский холдинг AVTech Media Ltd.

## История
Журнал Stereo Review был основан в 1958 году американской компанией Ziff Davis под названием HiFi and Music Review. Первоначально штаб-квартира издания находилась в Чикаго. Это был один из немногих журналов того времени посвящённый передовым аудиотехнологиям. В журнале публиковались рецензии пластинок и аудиообордования, статьи о музыке и музыкантах, а также разборы  технических вопросов и советы профессионалов. В 1959 году название было изменено на HiFi Review. Спустя два года его поменяли на HiFi/Stereo Review, чтобы отразить растущую популярность стереофонических технологий. В 1968 году название журнала сократили до просто Stereo Review, чтобы подчеркнуть массовый переход музыкальной отрасли к стереофоническому формату. В конце 1980-х журнал был приобретён CBS Magazines (теперь Hachette Filipacchi), а в 1989 году поглотил конкурента — High Fidelity. В течение 1990-х потребительские тенденции начали распространяться на домашние кинотеатры, и редакция журнала сделала акцент на этой области. В 1999 году Stereo Review объединился с Video, журналом, который Hachette Filipacchi приобрёл у Reese Communications, сменив название на Sound & Vision Stereo Review. В 2000 году оно было сокращено до нынешнего вида отражая, насколько доминирующими стали домашний кинотеатры стали среди потребительского сегмента.
В июне 2009 года холдинг Hachette Filipacchi продал журнал американской корпорации Bonnier (подразделению шведской Bonnier Group), в связке с четырьмя другими печатными изданиями: Popular Photography, Boating, Flying и American Photo. В 2013 году Bonnier перепродала Sound & Vision компании Source Interlink, которая объединила его с журналом Home Theater, посвящённым бытовой электроники. В марте 2018 года торговая марка Sound & Vision вместе с соответствующими журналом и веб-сайтом была приобретена компанией AVTech Media Ltd.
Одной из ключевых особенностей журнала был стабильный коллектив журналистов. Некоторые сотрудники работали в нём на десятилетиями. Одна из них, Луиза Баундас, прошла карьеру от журналистки до редактором журнала, проработав в этой должности с конца 1980-х по 1990-е годы. Другой, Джулиан Хирш, был известен как один из ведущих обозревателей аудиооборудования; он входил в штат издания почти 40 лет — с 1961 года до выхода на пенсию в 1998 году.
Канадский журнал с таким же названием и тематикой прекратил издаваться примерно за год до того, как вышел первый номер Stereo Review.